# Грязна (деревня)
Грязна — деревня в Козельском районе Калужской области. Входит в состав сельского поселения «Деревня Киреевское-Первое».

## География
Деревня находится на расстоянии 20 км к юго-востоку от города Козельск, административного центра района.

## Население
| 2002 | 2010 |
| ---- | ---- |
| 29   | ↘22  |

## Улицы
В деревне имеется одна улица — Колхозная.